# 소비아
소비아(1968년 4월 3일~)은 대한민국의 여자 배우이다. 1986년 미스코리아 경기 진(眞)이며 1996년 활동을 중단한 뒤 1998년 일본으로 건너가서 주쿄대학교와 동 대학원에서  공부했고 2008년 12월 12일 방영된 KBS 2TV 《부부클리닉 사랑과 전쟁》 '시한부 아내' 편을 통해 연기자 복귀를 한 동시에 드라마 데뷔를 했다.

## 출연작

### 영화
- 1996년 영화 《에로스2》 - 주연 역
- 1996년 영화 《96 옐로우하우스》 - 조연 역
- 1995년 영화 《서울 미란다》 - 주연 역
- 1994년 영화 《암흑가의 황제》 - 조연 고현숙 역
- 1994년 영화 《유혹의 샘》 - 주연 역
- 1994년 영화 《잃어버린 욕망》 - 주연 역
- 1993년 영화 《홧김에?》 - 주연 역
- 1993년 영화 《거부하는 몸짓으로 저 하늘을》 - 주연 역
- 1993년 영화 《가위여자》 - 주연 역
- 1993년 영화 《요절복통 신양반전》 - 주연 역
- 1992년 영화 《붉은 신호에 걷는 여자》 - 주연 혜린 역
- 1992년 영화 《황홀한 유혹》 - 주연 역
- 1992년 영화 《애마부인 6》 - 주연 5대 애마부인 역
- 1992년 영화 《산딸기 5》 - 주연 역
- 1991년 영화 《달빛타는 여자》  - 주연 인애 역
- 1990년 영화 《땡칠이와 쌍라이트》 - 조연 역
- 1989년 영화 《서울 무지개》 - 단역 모델 진 역
- 1989년 영화 《달콤한 신부들》 - 조연 역
- 1987년 영화 《팔도 쌍나팔》 - 주연 역
- 1987년 영화 《연산일기》 - 단역 역

1. ↑  온라인 뉴스팀 (2008년 11월 30일). “소비아 에로배우 아닌 진정한 연기자로 복귀”. 스포츠경향. 2022년 6월 11일에 확인함.
2. ↑  최나영 (2008년 11월 29일). “에로배우 소비아, '사랑과 전쟁'으로 12년만에 연기자 컴백”. 마이데일리. 2022년 6월 11일에 확인함.